# Escada
För andra betydelser, se Escada (olika betydelser).

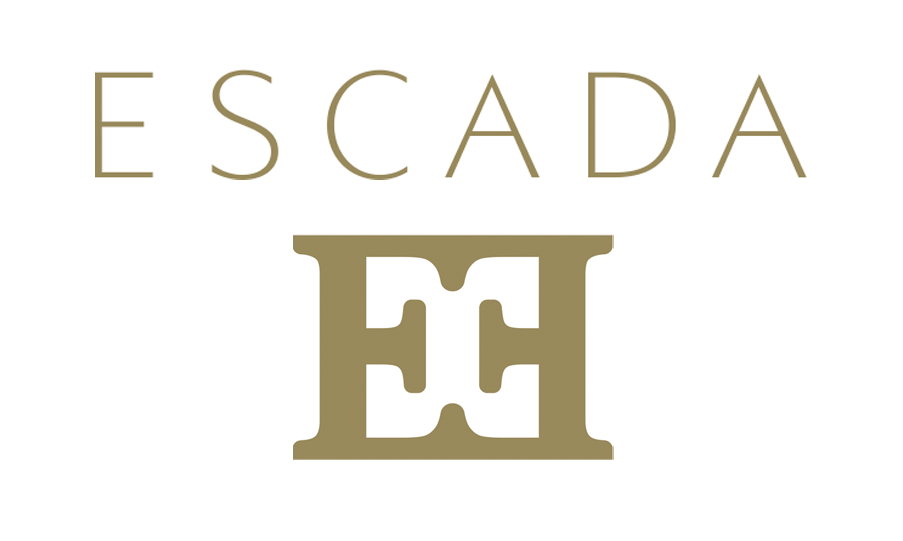

Escada är ett av de större företagen inom modebranschen, och har sedan trettio år tillbaka blivit ett ledande namn inom kvinnomodet.
Escada tillverkar skor, handväskor, kläder och ett stort antal parfymer.

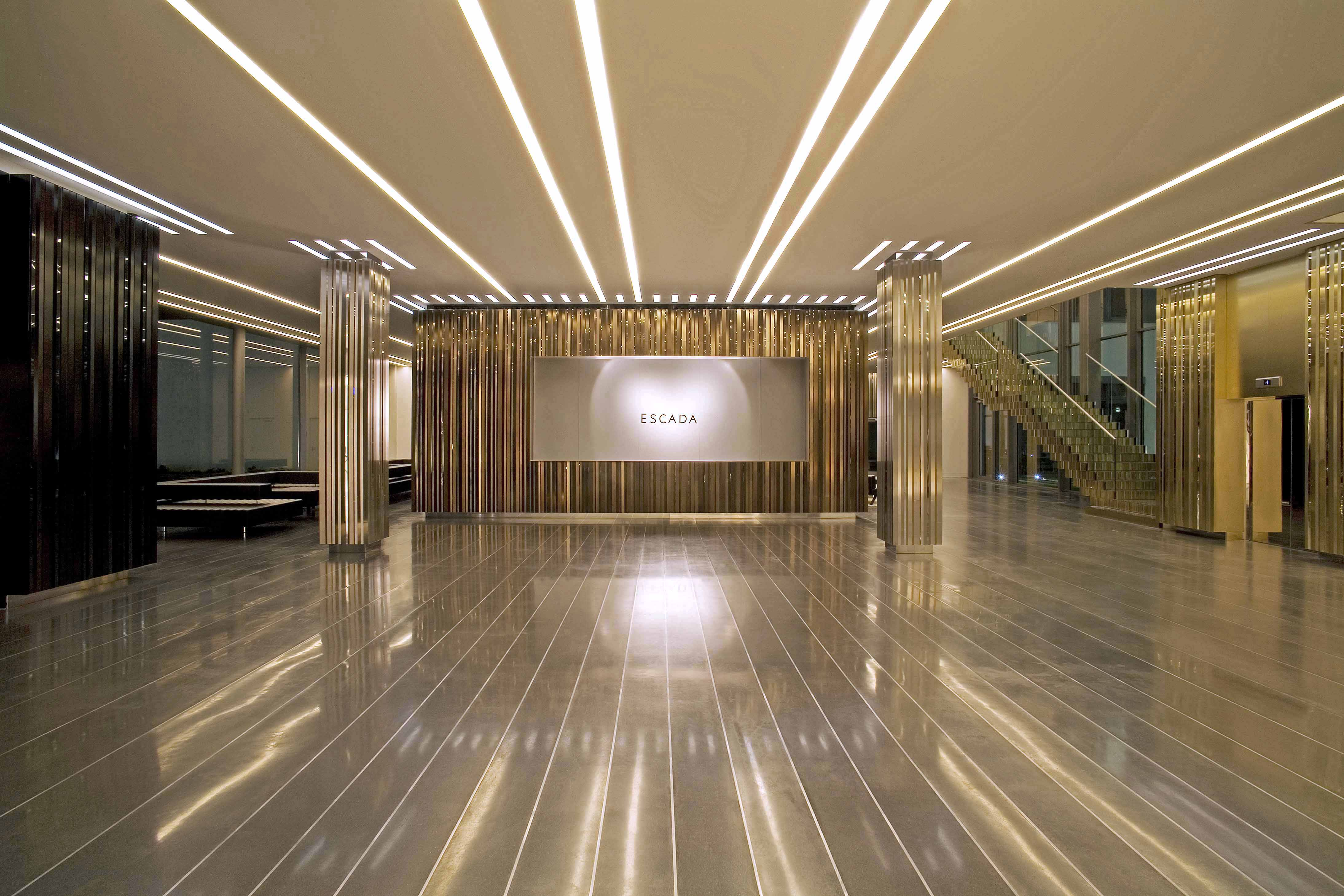
ESCADA
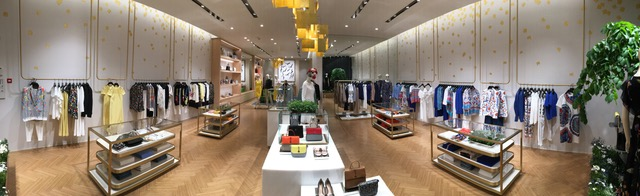
ESCADA
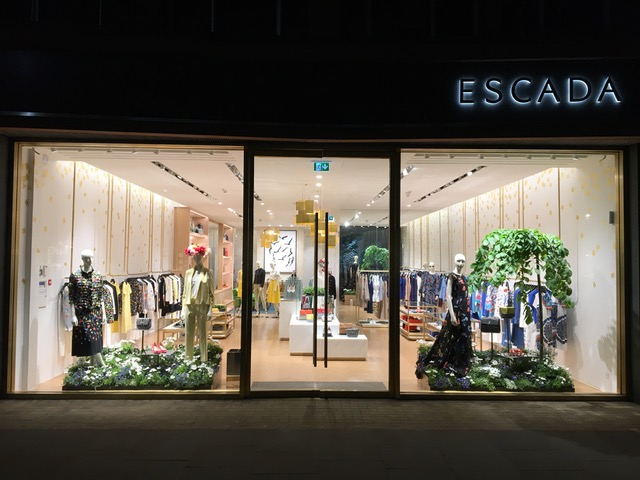
ESCADA